# Institut für Hochseefischerei und Fischverarbeitung
Das Institut für Hochseefischerei und Fischverarbeitung (IfH) in Rostock-Marienehe wurde 1953 als Forschungsinstitut für das VEB Fischkombinat Rostock gegründet. Es war das wissenschaftliche Zentrum der Fischwirtschaft in der DDR. Im Herbst 1990 wurde das Institut dem Landwirtschaftsministerium des Bundeslandes Mecklenburg-Vorpommern unterstellt. Entsprechend dem Einigungsvertrag erklärte der 1991 amtierende Direktor des Instituts für Hochseefischerei und Fischverarbeitung, Joachim Petersen, dass bis Ende desselben Jahres das Institut abgewickelt wird.   
Wesentliche Bestandteile des ehemaligen DDR-Fischereiforschungsinstitutes IfH wurden in das Anfang Januar 1992 in Rostock eröffnete Institut für Ostseefischerei eingegliedert und gingen mit weiteren Forschungseinrichtungen am 1. Januar 2008 in das neu gegründete Johann Heinrich von Thünen-Institut über.

## Geschichte
Der Fischereibiologe Diethelm Scheer (1909–1996) baute 1953 zusammen mit drei Wissenschaftlern und 13 weiteren Mitarbeitenden in Rostock-Marienehe das Institut für Hochseefischerei und Fischverarbeitung (IfH) auf und leitete es bis 1956. Als Ziel und Zweck der Gründung des Hochseefischerei-Instituts mit Sitz in Rostock wurde in der DDR-Presse Ende 1952 angegeben, „um den Eigenfischfang zu fördern und damit die Versorgung weiter zu verbessern“.

### Gründung
Das am 15. April 1953 „neu errichtete Institut für Hochseefischerei und Fischverarbeitung“ wurde auf Anordnung des damaligen zuständigen Staatssekretariats geschaffen und nach der Berufung des Politikers Kurt Westphal zum Minister seinem Verantwortungsbereich für Nahrungs- und Genussmittelindustrie, dem späteren Ministerium für Lebensmittelindustrie, unterstellt. Die nachfolgenden Institutsdirektoren und das leitende Personal kamen zu DDR-Zeiten überwiegend aus Ingenieurberufen und anderen technischen Disziplinen. Zu den Abteilungen während der Amtszeit von Direktor Diethelm Scheer gehörten eine Biologische Abteilung unter Leitung des promovierten Wissenschaftlers Hermann Ritzhaupt. Zu seiner Abteilung gehörte der 1934 geborene Diplombiologe Ulrich Falk, mit dem Ritzhaupt 1964 an der Expedition in den Golf von Guinea auf dem Forschungsschiff Professor Albrecht Penck teilnahm.  
In den Jahren 1955 bis 1961 wirkte der an der Martin-Luther-Universität Halle-Wittenberg qualifizierte Meeresforscher Rudolf Schemainda vor allem als Leiter des ozeanographischen Labors und einer Arbeitsgruppe für Fischereiozeanographie in der Abteilung Fischereibiologie des IfH.
Von 1963 bis 1969 war der 1931 in Stettin geborene und seit 1958 im Rostocker IfH tätige Fischereibiologe sowie später international bekannte Professor an der Universität Rostock Erich Biester Abteilungsleiter der Fischereibiologie im Institut für Hochseefischerei und Fischverarbeitung.
Einer der Abteilungsleiter hatte in der damaligen Sowjetunion Fischereitechnik studiert, Diplomingenieur Harry Stengel, ein weiterer war von Beruf Schiffbauingenieur.  Im Jahre 1957 wurde der Ingenieur Willi Brandenburg, Abteilungsleiter im IfH, mit dem Ehrentitel Verdienter Techniker des Volkes ausgezeichnet.

### Forschungsprojekte (Auswahl)
Das Institut war an der fischereibiologischen Forschung und an der Ausarbeitung einer modernen Fischfangtechnik führend beteiligt. Fritz Hartung, Diplomingenieur und ebenfalls Abteilungsleiter im Institut für Hochseefischerei und Fischverarbeitung, wurde 1969 mit dem Nationalpreis der DDR, II. Klasse für Wissenschaft und Technik, auf Grund seiner Leistung im „Kollektiv Elektrofischerei für den Rundfischfang“ ausgezeichnet. Ebenso geehrt wurden der stellvertretende Direktor für Forschung und Entwicklung, Diplomingenieur Horst Weise, und Lothar Wolff, Diplomingenieur und Sektorenleiter im IfH und drei weitere Mitglieder des Forschungsteams aus anderen Betrieben, ein Kapitän aus dem Fischkombinat Rostock-Marienehe, ein wissenschaftlicher Mitarbeiter aus einem Berliner Betrieb für Elektroprojekte und ein leitender Mitarbeiter auf dem Gebiet Forschung und Entwicklung eines Betriebes in Trassenheide zur Herstellung von Fischbearbeitungsautomaten.
An den fischereibiologischen Untersuchungen des IfH war der wissenschaftliche Mitarbeiter Wolfgang Mahnke seit 1962 beteiligt und von 1973 bis 1991  leitete er die Abteilung Fischereibiologie.
Ein verbessertes Beobachtungssystem zur Unterwasserforschung entwickelte das Institut für Hochseefischerei und Fischverarbeitung und erprobte es 1986 in der Ostsee erfolgreich.
Die Abteilung Organisation und Rechenzentrum des IfH stellte in den 1960er Jahren einen wissenschaftlichen Mitarbeiter – mit dem Hochschulabschluss Diplomphysiker – ein für eine Arbeitsgruppe zur  „Vorbereitung der Einführung der elektronischen Datenverarbeitung im Fischereiwesen“.

### Fischereiatlas
Die IfH-Wissenschaftler erarbeiteten einen Fischereiatlas. Das Nachschlagewerk beinhaltete rund 100 Karten. Dazu gehörten Angaben 
zu Fangplätzen, Fangmengen, zum Meeresboden und zu den Windverhältnissen in der Ostsee sowie im Nordatlantik.

### Vertretung in der Gesellschaft für Seerecht der DDR
Das IfH war in der Gesellschaft für Seerecht durch einen Abteilungsleiter vertreten. Der Diplomingenieur Fritz Hartung arbeitete ehrenamtlich in den 1970er und 1980er Jahren dort als Mitglied und auch im Vorstand der DDR-Seerechtsgesellschaft mit.

### Leitung (Auswahl)
Nach mehrfachen Personalwechsel in der Position des Direktors übernahm der Maschinenbauingenieur Hermann Schneider von 1960 bis 1969 die Leitung des zum Fischkombinat Rostock gehörenden Instituts für Hochseefischerei und Fischverarbeitung. Der erste Stellvertreter des Generaldirektors des Fischkombinates Rostock, Erwin Middelhuß, verwies 1988 im Zusammenhang mit dem fünfunddreißigjährigen Bestehen des Instituts für Hochseefischerei und Fischverarbeitung auf die enge Zusammenarbeit mit dieser Forschungseinrichtung.
In ihrem Jubiläumsjahr organisierte das Rostocker IfH ein Symposium für rund 120 Wissenschaftler aus den Anliegerstaaten des „Baltischen Meeres“ im Auftrage der Generalversammlung des Internationalen Rates für Meeresforschung (ICES) zur nachhaltigen Nutzung  der Fischbestände in der Ostsee.

### Personalanzahl 1989
Im Jahre 1989 umfasste  die Gesamtzahl der Mitarbeitenden 423 Personen, darunter waren 190 Personen wissenschaftliches sowie ingenieurtechnisches Personal und 50 Personen gehörten zur Schiffsbesatzung der Forschungsschiffe.

### Forschungsschiffe (Auswahl)
Das IfH war bei seinen Forschungen auf eigene Spezialschiffe angewiesen. Die Forschungsschiffe Ernst Haeckel und Eisbär gehörten zum IfH.
Das Institut für Hochseefischerei und Fischereiverarbeitung nutzte für die Beschreibung der erzielten Ergebnisse in der Ostsee die herkömmlichen geographischen Begriffe. Beispielsweise nannten Hermann Ritzhaupt, Leiter der Abteilung Fischereibiologie, wie auch sein Mitarbeiter, der Biologe E. Biester, im Forschungsbericht 1958 das Gebiet vor der pommerschen Küste „Gebiet der Stolper Bank“ sowie den „Rügenwalder Grund“. Sie beschrieben weiter die mit Hilfe des Forschungsschiffes (FS) Karl Liebknecht ermittelte „Längenzusammensetzung der Dorschfänge im Gebiet westlich Memel.“
Das FS Karl Liebknecht (Trawllogger der Elbewerft Boizenburg, Baujahr 1956, 38,5 m Länge, 300 PS) vom IfH wirkte 1964 gemeinsam mit weiteren Forschungsschiffen aus der DDR, Westdeutschland, Polen, Schweden, Finnland und der Sowjetunion an einem internationalen Forschungsprogramm mit.
An der ersten Fahrt in den östlichen Mittelatlantik des 1970 in Dienst gestellten DDR-Forschungsschiffes Alexander von Humboldt nahmen sowohl Wissenschaftler des Instituts für Meereskunde der damaligen Deutschen Akademie der Wissenschaften zu Berlin teil als auch vom Institut für Fischverarbeitung (IfH) und Biologen der Universität Rostock. Die Forschungsreisen dienten vor allem der Gewinnung biologischer Daten für die Hochseefischerei in der Ostsee, im Atlantik und Indischen Ozean.
Der Einsatz von Forschungsschiffen erfolgte vielfach auf der Grundlage bi- sowie multilateraler Verträge bzw. Abkommen und im Rahmen der Zusammenarbeit internationaler Organisationen wie dem ICES, der NAFO und FAO.

### Abwicklung
Das Institut für Hochseefischerei und Fischverarbeitung (IfH) wurde zum 31. Dezember 1991 abgewickelt.
Vor seiner Abwicklung firmierte das IfH zeitweilig unter dem Namen Institut für Hochseefischerei und Fischverarbeitung Rostock GmbH und gehörte zur Deutsche Fischwirtschaft AG.
Ehemalige Arbeitnehmer des IfH erhielten vorrangig neue Arbeitsplätze im Institut für Ostseefischerei – eine juristisch selbständige Einrichtung der damaligen Bundesforschungsanstalt für Fischerei.

### Publikationen
Forschungsergebnisse des Instituts und teilweise auch seiner Kooperationspartner wurden ab 1963 in der Schriftenreihe Fischerei-Forschung (ISSN 0428-4984, OCLC 183367993) publiziert.